# الإرشاد إلى قواطع الأدلة في أصول الاعتقاد (كتاب)
الإرشاد إلى قواطع الأدلة في أصول الاعتقاد كتاب في علم التوحيد من تأليف إمام الحرمين أبي المعالي عبد الملك الجويني (419-478هـ)، أورد فيه الأدلة العقلية والنقلية لأصول الاعتقاد الصحيح ورد فيه على كثير من أهل الأهواء والبدع والفرق الإسلامية والملاحدة، مستنداً إلى النظر العقلي الصحيح الذي يعتمد على القرآن والسنة. وعلى الكتاب حواشي وتعليقات مهمة، وتخريج للآيات والأحاديث.

## سبب التأليف
قال الجويني في مقدمة كتابه، مبينا سبب تأليف كتاب «الإرشاد»: «"ولما رأينا أدلة التوحيد عصاما للتسديد، ورباطا لأسباب التأييد، وألقينا الكتب المبسوطة المحتوية على القواطع الساطعة، والبراهين الصادعة، لا تنهض لدركها همم أهل هذا الزمان، وصادفنا المعتقدات عرية عن قواط البرهان. رأينا أن نسلك مسلكا يشتمل على الأدلة القطعية، والقضايا العقلية، متعلِّيا عن رتب المعتقدات، منحطا عن جِلة المصنفات. والله ولي الإعانة والتوفيق، وهو بالفضل حقيق.»

## وصف الكتاب
بعد المقدمة، قسم الجويني كتابه إلى أبواب، وقسم الأبواب إلى فصول، فكان ترتيبه إماما يقتدي به المتكلمون من بعده، وقيل إن هذه الطريقة وجدت قبله عند أبي بكر الباقلاني، ثم أبي منصور عبد القاهر البغدادي فجاء كتابه كالآتي:
- بدأ بالكلام على أحكام النظر.
- باب حقيقة العلم.
- إثبات حدوث العالم.
- القول في إثبات العلم بالصانع.
- باب القول فيما يجب لله تعالى من الصفات.
- باب العلم بالوحدانية.
- باب إثبات العلم بالصفات المعنوية.
- باب القول في إثبات العلم بالصفات.
- باب القول فيما يجوز على الله تعالى.
- باب إثبات جواز رؤية الله تعالى.
- باب القول في خلق الأفعال.
- باب القول في الاستطاعة وحكمها.
- باب القول في التعديل والتجويز.
- باب القول في إثبات النبوات.
- باب القول في الوجه الذي منه تدل المعجزة على صدق الرسول صلى الله عليه وسلم.
- باب أحكام الأنبياء عامة.
- باب القول في السمعيات.
- باب الآجال.
- باب الرزق.
- باب في الأسعار.
- باب في الأمر بالمعروف والنهي عن المنكر.
- باب الإعادة.
- باب جمل من أحكام الآخرة المتعلقة بالسمع.
- باب في الثواب والعقاب وإحباط الأعمال والرد على المعتزلة والخوارج والمرجئة في الوعد والوعيد.
- الأسماء والأحكام.
- باب التوبة.
- القول في الإمامة.
- باب في تفاصيل الأخبار.
- باب في إبطال النص وإثبات الاختيار.
- باب في الاختيار وصفته وذكر ما تنعقد الإمامة به.
- باب القول في إمامة أبي بكر وعمر وعثمان وعلي رضي الله عنهم أجمعين.

## موضوع الكتاب
يستشهد الجويني في عرضه لمذهب الأشاعرة ـ وهو مذهبه ـ بثلاثة على وجه التخصيص هم:
1. أبو الحسن الأشعري المتوفى سنة: 324، ويشير إليه عادة بقوله: «شيخنا».
2. أبو بكر الباقلاني المتوفى سنة 403، وكثيرا ما يشير إليه بقوله: «القاضي».
3. أبو إسحاق الإسفراييني المتوفى سنة: 413، ويشير إليه مرارا بقوله: «الأستاذ».

وهو يعترف بأنه يستمد جل ما يورده من حجج وتقريرات مما كتبه مشايخ المذهب، وخصوصا هؤلاء الثلاثة. ولم يصرح بأنه أتى بجديد إلا في مسألة واحدة وهي إيراده برهانا من عنده على إثبات استحالة حوادث لا أول لها.
فكان حديثه العام في كتابه الإرشاد عن نظرية المعرفة، وعن حدوث العالم، ليبين أن الله هو الخالق لهذا العالم، وتحدث عن الله تعالى وصفاته الحسنى. وعن مسألة الاستواء، وأوَّلها بمعنى القهر والغلبة والعلو، ثم تحدث عن مسألة خلق الأعمال، فأثبت أن الله خالق كل شيء وأنه يريد الإيمان من عباده اختيارا. وتحث كذلك عن النبوة والمعجزة، وفرق بين المعجزات والكرامات. وقال بأن الدليل على نبوة محمد هو القرآن والمعجزات الحسية، مثل تسبيح الحصى في كف النبي. والأنبياء لدى الإمام معصومون من الفواحش، والأمر بالمعروف والنهي عن المنكر واجبان على المسلم، ثم تحدث عن في البعث للأموات، وأثبته بأدلة سمعية وعقلية. وقال بأن الجنة والنار مخلوقتان الآن، وأن الثواب فضل من الله على المتيقن، وأثبت الشفاعة لعصاة المؤمنين، ثم بين أن الإمامة عند المسلمين اختيارية والنبي لم ينص على علي كما تقول الإمامية.

## شروح الكتاب
وهي كثيرة منها:
- «شرح الإرشاد في علم الكلام»، تأليف: أبو القاسم سلمان بن ناصر الأنصاري النيسابوري الأرغياني، تلميذ إمام الحرمين المتوفى سنة 512 هـ.
- «المهاد في شرح الإرشاد إلى تبيين قواعد الاعتقاد»، تأليف: المازري المتوفى سنة 530 هـ.
- «منهاج السداد في شرح الإرشاد»، تأليف: أبو الحسن علي بن محمد بن إبراهيم بن عبد الرحمن بن الضحاك الفزاري ويعرف بابن المقري المتوفى بغرناطة سنة 557 هـ.
- «شرح الإرشاد»، تأليف: أبو بكر بن ميمون القرطبي المتوفى سنة 567 هـ وهذا الكتاب له فيلم في جامعة الدول العربية برقم 143 مصور عن نسخة بمكتبة أحمد الثالث في تركيا وهذه النسخة مكتوب في آخرها: «وافق الفراغ من هذه النسخة المباركة يوم الأحد الثاني والعشرين من شهر جمادى الآخرة سنة اثنين وثمانين وسبعمائة وقد حققه الدكتور أحمد حجازي أحمد السقا ونشرته مكتبة الأنجلو المصرية بمصر في جمادى الأولى سنة 1407 هـ الموافق يناير 1987م.»
- «شرح الإرشاد في أصول الاعتقاد» أو «شرح الإرشاد في أصول الدين»، تأليف: تقي الدين أبي الفتح مظفر بن عبد الله بن علي بن الحسين المصري الشافعي المعروف بالمقترح المولود سنة 560 هـ بمصر، والمتوفى سنة 612 هـ.
- «الإسعاد في شرح الإرشاد»، تأليف: ابن بزيزة التونسي المتوفى سنة 662 هـ.
- «كفاية الطالب بعلم الكلام في شرح إرشاد الإمام» (إمام الحرمين)، تأليف: أبو يحيى زكريا بن يحيى الشريف الإدريسي المالكي الأشعري والكتاب مخطوط بخزانة القرويين رقم 729.
- «نكت على الإرشاد في الاعتقاد» أو «شرح الإرشاد الموضح سبيل الرشاد»، تأليف: أبي إسحاق إبراهيم يوسف بن محمد بن دهاق الأوسي، المالقي الأندلسي المشتهر بابن المرأة، توفي سنة 616 هـ وهذا الشرح توجد منه نسخة بدار الكتب المصرية رقم 6 توحيد وتاريخها عام 739 هـ والفيلم 223 ف. وهو في خمسة مجلدات مجموع أوراقها قرابة تسعمائة (900) صفحة، وفيلم بجامعة الدول العربية، رقم 239.
- «إمام الحرمين ومنهجه في كتاب الإرشاد إلى قواطع الأدلة في أصول الاعتقاد»، تأليف: رائد سالم شريف الطائي. دراسة في العقيدة تتناول حياة إمام الحرمين ونشأته وولادته وعلمه ومنهجه في كتاب الإرشاد وطريقة عرضه وأدلته وطريقة مناقشته وأسلوب عرضه وأهميته وغير ذلك.